# Lančug
Lančug ili Lančuk (mađ. Lánycsók, nje. Lantschuk) je selo u južnoj Mađarskoj.
Zauzima površinu od 25,40 km četvornih.

## Zemljopisni položaj
Nalazi se na 46° sjeverne zemljopisne širine i 18°38' istočne zemljopisne dužine, 3,7 km zapadno od Mohača, 6,5 km sjeverno od Šatorišća i 7,2 km južno od Duboke.

## Upravna organizacija
Upravno pripada Mohačkoj mikroregiji u Baranjskoj županiji. Poštanski broj je 7759.
U Lančugu djeluje jedinica Hrvatske samouprave u Mađarskoj.

## Stanovništvo
U Lančugu živi 2745 stanovnika (2002.). Među njima žive i pripadnici hrvatske manjine.
Izvori bilježe da je 1849. godine u Lančugu živjelo 60% Nijemaca, 12% Srba, 6% Hrvata i 2% Mađara. 
1930. godine Lančug bilježi 1611 Nijemaca, 498 Mađara, 43 Hrvata, 8 Srba i 10 ostalih.
2002. godine u Lančugu su najznačajnije zajednice Mađari, Nijemci, Hrvati, Srbi i Romi.

## Vanjske poveznice
- (mađ.) Lánycsók Önkormányzatának honlapja
- (mađ.) Lánycsók a Vendégvárón  Arhivirana inačica izvorne stranice od 24. veljače 2005. (Wayback Machine)
- (mađ.) Légifotók Lánycsókról
- (mađ.) Lančug - slike  Arhivirana inačica izvorne stranice od 29. rujna 2007. (Wayback Machine)
- (engl.) Lančug na fallingrain.com